# Salgótarjáni sortűz
A salgótarjáni sortűz az 1956-os forradalom és szabadságharc leverése utáni leszámolások legvéresebb sortüze volt. 1956. december 8-án adták le, amikor mintegy 4000-en összegyűltek a megyei tanács épülete előtt, két munkástanácsi vezető (Gál Lajos és Viczián Tamás)  szabadon bocsátását követelve. Az áldozatok teljes száma máig nem ismert.

## Előzmények
Az MSZMP Intézőbizottsága 1956. november 21-én határozatot adott ki, miszerint „egyes gócokat erőteljesebben kell karhatalommal védeni. Itt a szervezést gyorsítani kell: Miskolc, Pécs, Salgótarján”.
December 8-án Steigerwald Ottó, a tanács elnökhelyettese néhány társával együtt Budapestre ment a munkások küldötteinek országos gyűlésére, valamint Kádár Jánossal tárgyalni akart a munkások követeléseiről. Marosán György kijelentette: „Mától kezdve lövünk”.
Gál Lajost és Viczián Tamást letartóztatta az ÁVH, bizonyára ennek hatására bányászok, ipari dolgozók és néhány útközben csatlakozó ember a megyei tanács épülete elé vonult a kiszabadításuk érdekében.
Tizenegy óra körül már mintegy négyezren tüntettek, követelték a letartóztatottak szabadon engedését, a szovjet csapatkivonást. Eközben figyelmeztetőlövések dördültek.

## A sortűz
A figyelmeztetőlövések után a tömeghez tartozó Ferencz István egy ártalmatlan hanggránátot robbantott föl, amelyre tüzelni kezdtek a karhatalmisták, rendőrök, sőt a szovjet katonák és a helyszínen lévő tankok géppuskásai is. Az emberek nagyobb része pánikba esett, néhányan visszalőttek. Legtöbben menekülés közben, a hátukon sebesültek meg.
A mindenfelé irányuló lövések a tüntetőkön kívül más embereket is megöltek. Egy közlemény azt állította, hogy az „ellenforradalmár provokátorok” gránáttal támadták meg a szovjeteket és a karhatalmistákat. Az ORFK helyszíni megfigyelése ellentmondott ennek, ám az ehhez kötődő jegyzőkönyveket titkosították.
Egy kormányhivatalnok 10 körülire, majd 56-ra becsülte a halottak számát. Jakab Sándor párttag 80 körülire becsülte az elhunytakat. Egy másik hivatalnok 131-et feltételezett. Név szerint 46 halottat ismerünk. Az ismert áldozatok közül 33 férfi, 11 nő és 2 gyerek volt egy kutatás szerint. A sebesültek száma a 150-et is meghaladhatta.
A lövöldözés befejeztével a salgótarjáni kórház rádión keresztül önkénteseket toborzott a sebesültek ellátására.

## Név szerint ismert áldozatok
- Angyal Pál (43 éves)[11]
- Balázs József (31 éves)
- Bártfai József (30 éves)
- Benkő Imre ( 59 éves)
- Chmell Tibor (17 éves)
- Dávid Lajos (25 éves)
- Fekete Imre Nándor (25 éves)
- Fekete József (19 éves)
- Fényes Ilona (17 éves)
- Fényes Sándor (24 éves)
- Gálfi János (23 éves)
- Gubányi Ferenc (45 éves)
- Havasi László (17 éves)
- Jónás János (23 éves)
- Kakuk József (10 éves)
- Kiss Gábor (17 éves)
- Kiss István (22 éves)
- Kluka József (15 éves)
- Koczka László (18 éves)
- Kosléder László (22 éves)
- Kostyál Endre (28 éves)
- Krupa János (21 éves)
- Mihály Ilona (18 éves)
- Molnár Józsefné (26 éves)
- Molnár Zsigmond (45 éves)
- Nagy Béláné (20 éves)
- Nagy Sándor (50 éves)
- Németh Ferenc (27 éves)
- Pallai József (20 éves)
- Peresi Ilona (21 éves)
- Ravasz István (18 éves)
- Sály Miklós (20 éves)
- Szabó Gyula (24 éves)
- Szabó János (22 éves)
- Szarvas Pál (30 éves)
- Szőke Zoltánné (38 éves)
- Telek Erzsébet (22 éves)
- Telek Ilona (23 éves)
- Tóth András (20 éves)
- Tóth Sándor (31 éves)
- Tóth Sándor (48 éves)
- Vámos Józsefné (26 éves)
- Vilcsek Ilona (27 éves)
- Vlcsovszki Rezső (50 éves)
- Dr. Wágner Jenőné (42 éves)
- Zaff József (18 éves)

## Következmények
Közvetlenül a sortűz után Salupin városparancsnok  a lakosságot a fegyverek leadására utasította. Kijárási tilalmat rendeltek el, feloszlatták a Nógrád Megyei Munkástanácsot, és a sortűzért is a szervezetet tették felelőssé.
A sortűz után 21 ember ellen indítottak pert, Ferencz István, a hanggránát-robbantó 12 év börtönbüntetést kapott, 1963-ban szabadult. A további húsz vádlotton az ítéletet nem tudták végrehajtani, emigráltak.

### Ítéletek
1999-ben a karhatalmisták közül Orosz Lajost 5 év, Lévárdi Nándort és Szoboszlai Ferencet 2-2 év börtönbüntetésre ítélték „egy rendbeli emberiség elleni bűntett” miatt.
2012-ben Biszku Béla kommunista politikust az 56-os sortüzekkel kapcsolatban több ember ellen elkövetett emberölésre való felbujtás háborús bűntettével gyanúsította meg a Fővárosi Főügyészség. Az ügyészség állítása szerint a sortüzek – köztük a salgótarjáni is – részben a politikus döntésein alapultak. 2014-ben első fokon elítélték, de a jogerős ítélet kimondása előtt, 2016-ban meghalt.

### Emlékezete
A sortűz helyszíne a December 8-a tér nevet viseli a sortűz dátuma után.
1956 – a salgótarjáni sortűz címmel dokumentumfilmet forgattak Vékás Péter rendezésével 2006-ban.